# بيل ميلر (لاعب اللاكروس)
بيل ميلر (بالإنجليزية: Bill Miller)‏ هو لاعب اللاكروس أمريكي، ولد في 1967.